# Garrodia nereis
El paíño gris (Garrodia nereis), también conocido como golondrina de mar subantártica o paíño dorsigrís, es una especie de ave procelariforme de la familia Oceanitidae. Es monotípica dentro del género Garrodia.
Su hábitat es el mar abierto, siendo propia de las aguas subantárticas, alcanzando el paralelo 35° S. Se sabe de su nidificación en las Tierras Australes Francesas, islas Malvinas y en Nueva Zelanda, siendo residente también en el territorio continental de Argentina, Australia, Chile y las islas Georgias del Sur y Sandwich del Sur, a la vez que aparece como errante en la Antártida.